# Лугальбанда та птиця Анзуд
«Лугальбанда та птиця Анзуд» — шумерська епічна поема, яка є другим твором у циклі з чотирьох поем про напівлегендарного правителя міста Урук – Лугальбанду. Цикл розповідає про протистояння між містами Урук та Аратта. Найдавніші копії твору відносяться до періоду Ісіна та Ларси (2017—1763 до н. е.), але імовірно, що його могли скласти ще під час Третьої династії Уру (2112—2004 до н. е.).
Друга поема передає фінальну стадію перетворення Лугальбанди на героя та рятівника своєї нації. Існує близько 50 копій поеми, деякі двомовні, що може свідчити про літературне зацікавлення й важливість твору.

## Сюжет

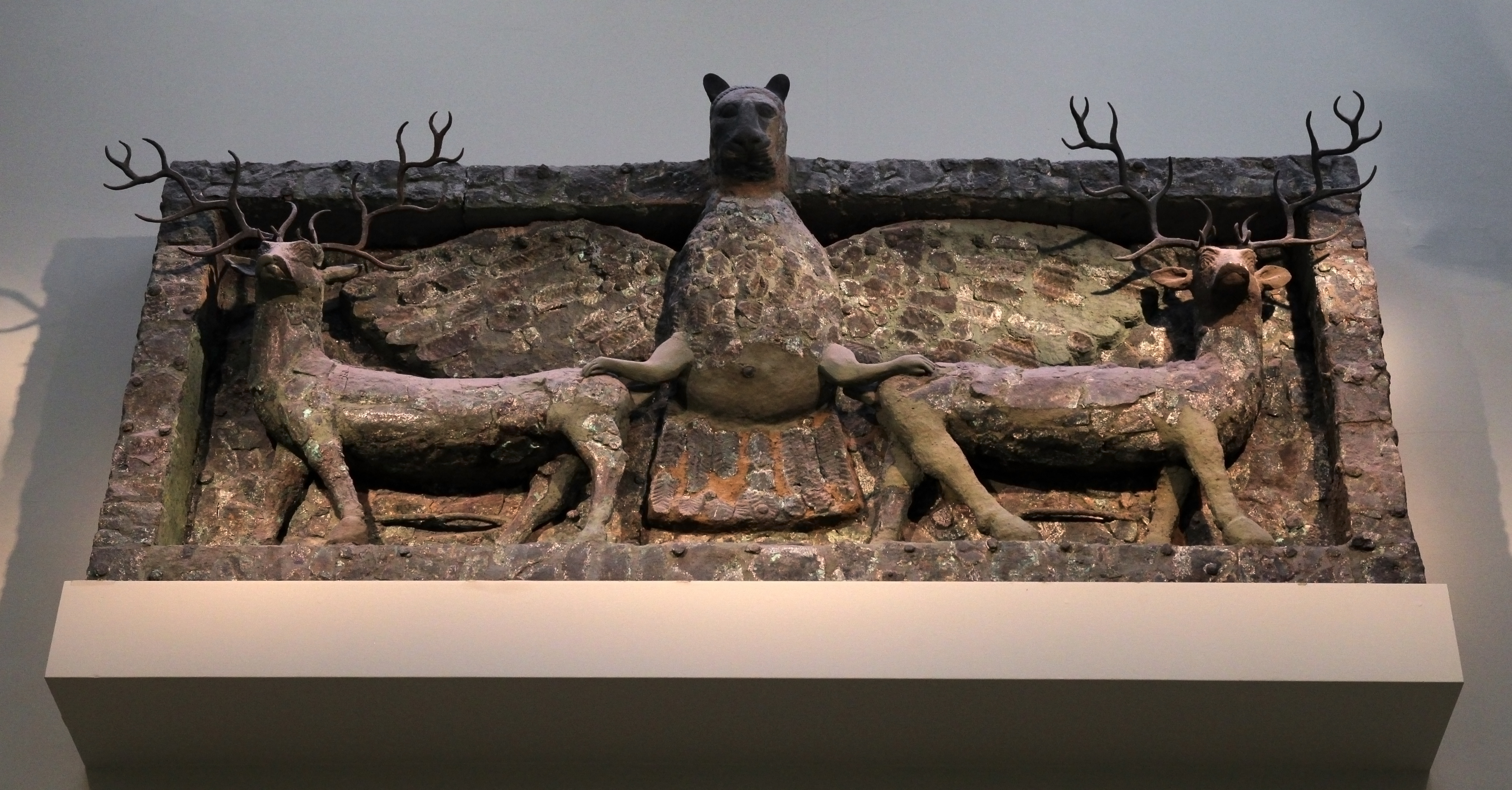
Анзуд на полюванні.

Твір розпочинається з того, що Лугальбанда відпочиває у підніжжя гір Луллубі (Забу) після битви між силами добра та зла. Ця земля належить містичній птиці Анзуд, тому Лугальбанда вирішує просити її про допомогу, щоб повернутися до своїх побратимів, щоб допомогти їм з облогою Аратти. Доки птиця із дружиною на полюванні, Лугальбанда знаходить їх пташеня. Він дуже добре ставиться до дитинчати, годує її медовою випічкою та жир овець; згодом пташеня засипає.
Коли Анзуд повертається, він кличе своє дитинча, але воно не відкликається. Замість нього виходить Лугальбанда та показує як він поводився із дитинчам, чим справляє враження на Анзуд. Птиця пропонує герою нагороду: багатство, могутність та високий статус. Лугальбанда відмовляється від усіх дарів і прохає про надвисоку швидкість. Птиця погоджується і як тільки герой отримає цю силу, він вмить опиняється поруч з побратимами. Облога міста триває, але нападники програють. Енмеркар просить Лугальбанду направитися в Урук до Інанни й попросити її про допомогу. Після швидкої подорожі, Лугальбанда знаходить Інанну і передає їй прохання. Вона радить йому спіймати магічну рибу Шухурмаш (suḫurmaš), приготувати її та принести її в жертву. Завдяки цьому війська зможуть обложити й захопити місто. Твір закінчується вихвалянням багатства Аратти.